# Jim Lindberg
James William Lindberg (ur. 26 lipca 1965) – amerykański piosenkarz, wokalista i twórca tekstów punkrockowego zespołu Pennywise, założonego w roku 1988 wraz z Fletcherem Draggsem (gitara), Jasonem Thirskiem (bas), oraz Byronem McMackinem (perkusja). Wszyscy uczęszczali wcześniej do tej samej szkoły - South Bay High Schools, następnie do Redondo Union High School oraz Mira Costa, którą Lindberg ukończył w roku 1983. Jest także absolwentem UCLA z roku 1989.
Pennywise wydało łącznie osiem albumów długogrających dla wytwórni Epitaph pomiędzy rokiem 1991 a 2005. Obecnie związani są z MySpace Records i nagrali dla tej wytwórni pierwszy album - Reason to Believe, który wydany został 25 marca 2008 roku.
Lindberg jest także autorem książki, wydanej w maju 2007 roku, zatytułowanej Punk Rock Dad: No Rules, Just Real Life (Punkrockowy tata: Bez zasad, po prostu prawdziwe życie). Książka zgłębia trudność, jaką jest bycie odpowiedzialnym mężem i ojcem trzech dorastających córek, a jednocześnie występowanie w antyrządowej, punk rockowej kapeli. Ta pełna humoru opowieść opowiada o tym, jak Jim Lindberg radzi sobie w tej sytuacji.

## Albumy wydane dlaPennywise
- A Word From A Wise (1989, EP)
- Wildcard (EP) (1989, EP)
- Pennywise (1991)
- Wildcard/A Word From the Wise (1992, kompilacja dwóch wydawnictw EP)
- Unknown Road (1993)
- About Time (1995)
- Full Circle (1997)
- Straight Ahead (1999)
- Live at the Key Club (2000)
- Land of the Free? (2001)
- From the Ashes (2003)
- The Fuse (2005)
- Reason to Believe (2008)
- Brats on the Beat (piosenka zespołu Ramones, w wersji dla dzieci)